# Klaus Friedrich Roth
Klaus Friedrich Roth, britanski matematik, * 29. oktober 1925, Breslau, Šlezija, Weimarska republika (sedaj Vroclav, Poljska), † 10. november 2015, Inverness, Škotska, Združeno kraljestvo.
Roth je znan po svojem delu na področju analitične teorije števil, med drugim na teoriji diofantskih približkov. 
Deloval je kot profesor na Univerzitetnem kolidžu v Londonu in kasneje na Imperialnem kolidžu v Londonu. Ob smrti je bil najdlje živeči prejemnik Fieldsove medalje.